# Linea Mannerheim
La linea Mannerheim (in finlandese Mannerheim-linja) fu una linea fortificata di difesa, lunga 132 km, costruita sull'Istmo careliano dalla Finlandia per difendersi dall'Unione Sovietica. Nonostante la linea non ebbe mai un nome ufficiale, durante la guerra d'inverno divenne nota come linea Mannerheim, il nome fu dato come omaggio al comandante in capo delle Forze di difesa finlandesi, Carl Gustaf Emil Mannerheim. Oppure si presume che il nome fu coniato da Jorma Gallen-Kallela e poi diffuso dai giornalisti esteri.
La linea fu costruita in due fasi: in un primo periodo dal 1920–1924 mentre nel secondo periodo dal 1932–1939. A novembre 1939, quando iniziò la guerra d'inverno, la linea si trovava ancora incompleta. Durante l'ultima fase, le fortificazioni più vecchie furono ammodernate.

## Progettazione

### Antefatti

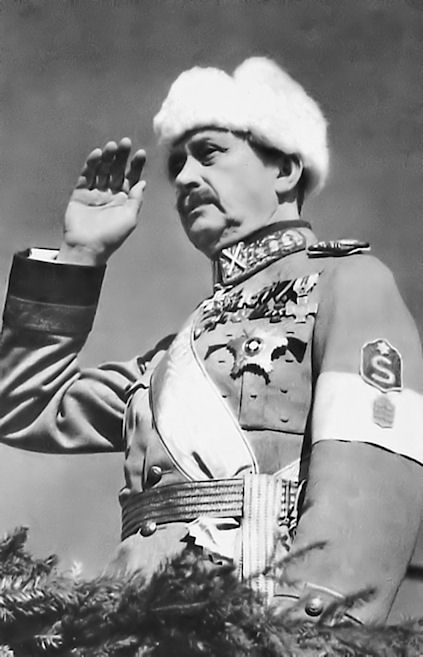
C.G.E. Mannerheim nel 1937, dal quale la linea ne prende il nome.

In seguito alla rivoluzione d'ottobre che soppresse la Repubblica russa, i finlandesi dichiararono la propria indipendenza il 6 dicembre 1917. Nonostante l'Unione Sovietica riconobbe l'indipendenza della Finlandia, i finlandesi non si fidavano della loro sincerità. Le relazioni politiche tra i due paesi iniziarono a deteriorarsi, quando la Russia sovietica sostenne la Guardia Rossa durante la guerra civile finlandese nel 1918. Dopo che la Guardia Bianca vinse la guerra civile, un gruppo di comunisti finlandesi fuggì nella Russia sovietica e fondò il Partito Comunista Finlandese.
La situazione divenne pericolosa per una nuova nazione come la Finlandia, soprattutto perché la capitale della nuova rivoluzione comunista era la vicina Pietrogrado (oggi conosciuta come San Pietroburgo). Inoltre prima del trattato di Dorpat nel 1920, l'area di confine era irrequieta. L'ex generale della Russia imperiale, C.G.E. Mannerheim, si oppose fortemente ai bolscevichi. I lavori di costruzione sulla linea dell'Istmo careliano erano già iniziati quando i bolscevichi vinsero la guerra civile russa nel 1922.

### Costruzione iniziale nel 1918
Durante la guerra civile del 1918, il governo e l'alto comando finlandese iniziarono a sviluppare piani di difesa per proteggersi da eventuali attacchi da parte dell'Unione Sovietica. La via principale era proprio quella che passava per l'istmo careliano. La parte più a rischio dell'istmo si trovava ad ovest, vicino al golfo di Finlandia, la parte orientale invece era protetta dai corsi d'acqua naturali di Vuoksi, Sukhodolsky e Burnaya. Uno dei primi piani per la linea difensiva furono commissionati da Mannerheim al tenente colonnello A. Rappe all'inizio di maggio 1918. La linea di Rappe fu collocata vicino al confine e progettata per proteggere due linee ferroviarie che attraversavano il confine e potevano inoltre essere utilizzate in un contrattacco verso Pietrogrado. Quando Mannerheim si dimise alla fine del mese, i piani di Rappe furono abbandonati.
La Finlandia in quel periodo non possedeva truppe di guardia e la zona di confine era insicura. La sicurezza del confine sull'istmo era stata affidata alla 2nd Infantry Division finlandese e alle unità locali della Guardia Bianca nel giugno 1918. In quella forma fu anche affidata loro la sicurezza della costruzione della fortificazione. Inizialmente nei primi depositi del materiale per la struttura non c'era il calcestruzzo ma bensì legno e macigni.
I tedeschi ordinarono al colonnello O. von Brandenstein di studiare una sistemazione difensiva dell'Istmo careliano, che consegnò il suo piano d'azione il 16 luglio. Fu infatti il primo a pensare di utilizzare i laghi e i fiumi dell'istmo (come il Kuolemajärvi, il Muolaa, il Sukhodolsky e il fiume Burnaya) come posizioni difensive, il suo piano fu inizialmente approvato dall'alto comando finlandese nell'agosto 1918. Nell'ottobre dello stesso anno, il governo finlandese stanziò 300.000 marchi per la costruzione, il progetto doveva essere seguito da doveva essere eseguito da genieri tedeschi e finlandesi mentre per i lavori principalmente dai prigionieri di guerra russi. Tuttavia, la somma stanziata era insufficiente, in più alla mancanza di materiali da costruzione e di una forza lavoro qualificata, le fortificazioni non furono adeguate. Con la sconfitta e la caduta dell'Impero tedesco nella prima guerra mondiale, il piano di Brandenstein fu cancellato.

### Costruzione dei bunker nel 1919–1924
Durante l'ottobre 1919, il capo di stato maggiore finlandese Oscar Enckell, posizionò la linea, seguendo per lo più il percorso originale che von Brandenstein aveva presentato.  J. Gros-Coissy, un membro della commissione militare francese, progettò le fortificazioni insieme al tenente colonnello finlandese Johan Fabritius. Durante la prima fase della costruzione, Fabritius suggerì di spostare la linea difensiva più a sud-est. Lo stato maggiore discusse la questione, ma i piani precedenti di Enckell continuarono ad essere seguiti. Anche se, i fondi insufficienti portarono a un disaccordo tra gli ufficiali, inoltre Enckell si dimise nel 1924. I lavori per la costruzione della linea furono interrotti per un lasso di tempo prolungato.
L'appaltatore principale delle fortificazioni era la società di costruzioni finlandese Ab Granit Oy. I primi cento bunker di dimensioni ridotte furono costruiti tra il 1920–1924. Per ragioni economiche, le fortificazioni solide della prima fase erano di calcestruzzo non armato, il quale forniva solo una protezione parziale. La densità di compressione del calcestruzzo era fin troppo bassa per poter resistere a qualcosa di più grande dell'artiglieria media.

### Costruzione dei bunker nel 1932–1937

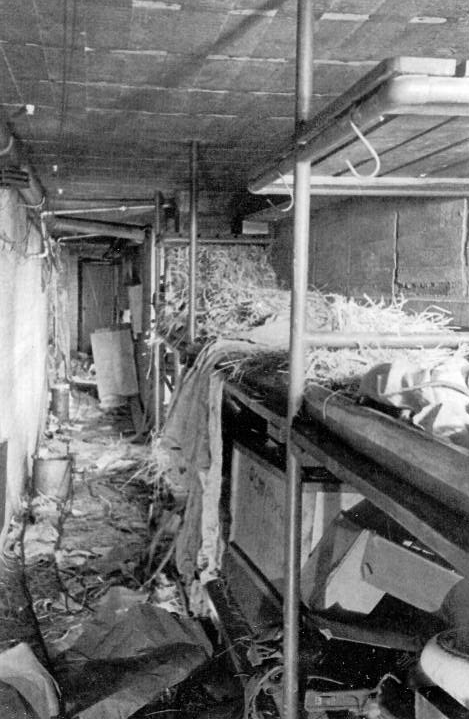
I letti delle truppe in un bunker distrutto della linea. Il bunker in questione è probabilmente l'Sk 10, costruito nel 1937.

La seconda fase di costruzione, iniziò il 1º aprile 1934, con Fabritius al comando dei lavori. Egli stesso progettò due nuovi tipi di bunker, noti come Ink 1 e Ink 2. Questi bunker furono progettati principalmente per sistemare le truppe, mentre le feritoie furono rielaborate come piastre protettive nel 1938 e 1939. Un bunker era tipicamente lungo dai 15 ai 20 metri e largo tra i 5 e i 6 metri. Un battaglione di pionieri costruì sei bunker nel settore di Inkilä.
Tra il 1932 e il 1938, il budget della difesa era così basso che i finlandesi potevano costruire solo due o tre bunker all'anno. Nel 1936 e 1937, costruirono due grandi postazioni difensive, Sk 10 e Sj 4 nei settori di Summankylä e Summajärvi. Costruirono anche tre bunker, i più piccoli Le 6 e Le 7, nel settore di Leipäsuo mentre quello più grande, Ink 6 nel settore di Inkilä. Questi nuovi bunker differivano dai progetti precedenti in quanto la loro sistemazione per le truppe era situata tra le camere dei cannoni, risparmiando così per il costoso calcestruzzo armato, il tetto era protetto da due o tre metri di terra e da uno a tre metri di macerie di pietra.

### Costruzione finale nel 1938 e 1939
Le fortificazioni difensive della Carelia iniziarono a ricevere molti più fondi e risorse dal maggio 1938, quando la situazione europea si aggravò. I finlandesi costruirono nuove fortificazioni e ammodernizzarono quelle vecchie. Nelle zone di Summakylä e Summajärvi furono fatti costruire due grandi bunker, Sk 11 e Sj 5 mentre il terzo bunker Sk 17 rimase incompleto. Le dotazioni di questi bunker, tra cui i rifugi antincendio, l'impianto di aerazione e la campana di osservazione furono notevolmente migliorati.
Nel settore di Suurniemi vicino Muolaanjärvi, i finlandesi iniziarono la costruzione di sette nuovi bunker Su 1-7. Solamente il Su 3 e il Su 4 erano destinati per la sistemazione delle truppe, mentre i bunker restanti erano postazioni con mitragliatrici montate. Inoltre ammodernizzarono anche quelle strutture costruite negli anni 1920. Ai bunker più vecchi fu data una maggiore capacità di fuoco laterale e frontale. Le feritoie di questi bunker furono semplicemente chiuse per renderli più adatti per la sistemazione delle truppe o per i posti di comando.
Nel novembre del 1939, la linea si trovava ancora incompleta.

## Intelligence sovietica
Le polizie segrete sovietiche operarono in Finlandia su più livelli. Il Partito Comunista Finlandese, dopo esser fuggito nell'Unione Sovietica, aveva instaurato una propria linea di rapporti militari al Comitato Centrale del PCUS. L'intelligence sovietica si concentrò principalmente sull'esercito finlandese, annotando le posizioni dell'artiglieria e delle fortificazioni difensive finlandesi. Le organizzazioni più importanti dell'intelligence sovietica in Finlandia furono il Commissariato del popolo per gli affari interni (abbreviato in NKVD) e il Dipartimento speciale per il controspionaggio delle Forze armate sovietiche. Il distretto militare di Leningrado, la Flotta del Baltico e le truppe di frontiera sotto il NKVD condussero delle operazioni di spionaggio.
I finlandesi scoprirono due casi di spionaggio durante gli anni 1930. Il primo caso fu Vilho Pentikäinen, un fotografo a servizio dello stato maggiore finlandese, che fuggì nell'Unione Sovietica nel 1933. Il secondo caso fu quello di Simo Haukka; che scattò diverse fotografie e misurò strade e terreni per conto dell'intelligence sovietica nel 1935.
L'intelligence sovietica pubblicò un libro fotografico top-secret e molto dettagliato riguardanti il terreno e le fortificazioni finlandesi nel 1938. Questo libro comprendeva un rapporto di sette pagine e 22 pagine di mappe e fotografie. Ogni questione era numerata, probabilmente solo in dozzine. L'attività di spionaggio sovietico aumentò nel 1938 e si espanse ulteriormente nel 1939. Prima dello scoppio della guerra d'inverno, l'intelligence sovietica pubblicò un libro per gli ufficiali dell'Armata Rossa, intitolato "Finland. Written Description of March Routes". Successivamente è stato tradotto e ripubblicato con il titolo di "Red Army March Guide to Finland". Il libro guida comprendeva oltre 200 pagine di mappe e fotografie.
Insieme all'intelligence, l'Unione Sovietica ricevette una mappa dettagliata delle difese finniche sull'istmo. Un addetto militare tedesco a Helsinki, il generale Arniké, lo consegnò a Mosca nel settembre 1939.

## Struttura e armamento

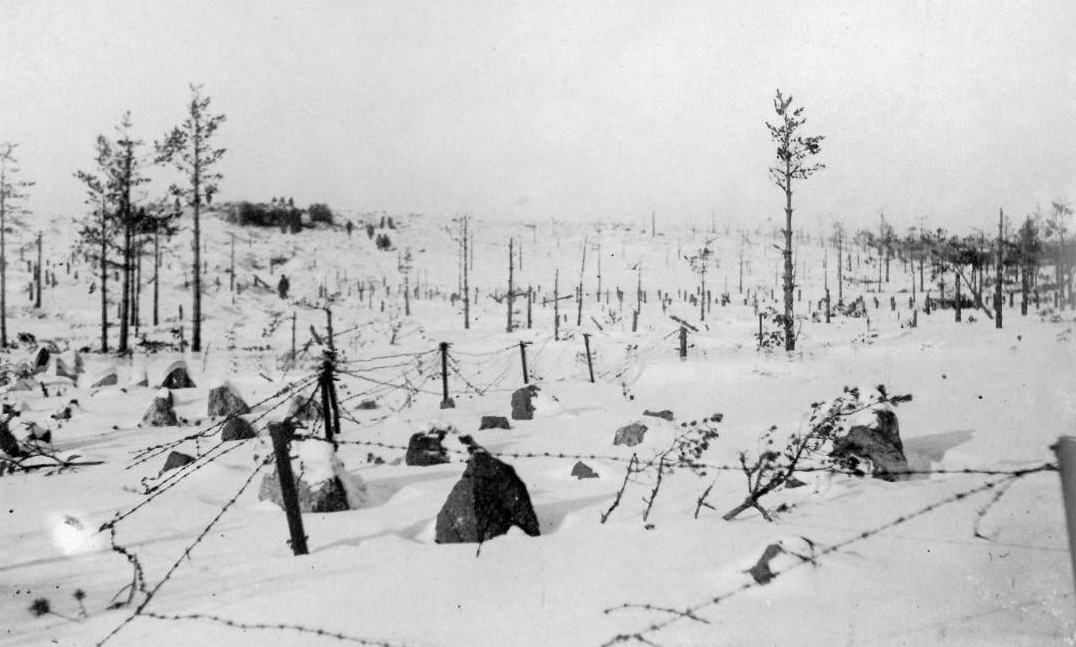
Barriere di pietra e filo spinato sulla linea. Dietro di esse è possibile vedere il bunker finlandese Sj 5.

La linea correva dal golfo di Finlandia attraverso il fiume Vuoksi e terminava a Taipale. Consisteva in 157 postazioni per mitragliatrici e 8 postazioni per artiglieria. L'area intorno a Summa era la più pesantemente fortificata visto che si pensava fosse la posizione più vulnerabile della linea.
Sulla costa del golfo di Finlandia la linea era sorvegliata dal forte Saarenpää e sulla costa del lago Ladoga dal forte Järisevä. Questa artiglieria costiera era dotata di cannoni da 5", 6" e 10".
Comparando la Linea Maginot francese e altre simili fortificazioni con bunker e linee di denti di drago con la linea Mannerheim, quest'ultima era sviluppata seguendo principalmente il territorio naturale. Molti elementi naturali come gli alberi caduti o i macigni sono stati incorporati nelle posizioni difensive. I finlandesi padroneggiavano anche le tecniche di camuffamento, che misero a buon uso.
In origine, i finlandesi miravano a rendere inespugnabile la loro linea difensiva, tuttavia i progressi effettivi della costruzione non si avvicinarono affatto a questo obiettivo quando scoppiò la guerra d'inverno, a differenza invece della linea Maginot che si stava difendendo efficacemente da un assalto transfrontaliero. Le risorse e i fondi dei finlandesi potevano coprire solo il costo e la costruzione di 101 bunker in calcestruzzo; la linea Maginot aveva 5.800 di queste strutture che erano anche connesse da collegamenti ferroviari sotterranei. Il punto debole della linea era di fatto la scarsa quantità di calcestruzzo utilizzata in tutta la linea Mannerheim (14.520 m³) confrontandola ad esempio con l'Opera Nazionale Finlandese a Helsinki (15.500 m³). La linea Vammelsuu-Taipale molto più corta rispetto alla Mannerheim, utilizzava quasi 400.000 m³ di calcestruzzo.
La costruzione della linea Mannerheim non fu molto costosa. Il suo scopo era quello di far ritardare il più possibile l'avanzata nemica piuttosto che respingere un'invasione. I materiali impiegati nella costruzione erano prevalentemente locali. La linea applicava la metodologia della difesa flessibile, utilizzava molto le trincee e gli ostacoli piuttosto che grandi bunker.

### Difesa flessibile
Le linee di difesa "flessibili" (come la linea Mannerheim, la linea Árpád e la linea Bar-Lev) non erano basate su linee dense di bunker e casematte di calcestruzzo (come lo era il sistema Maginot). L'intenzione principale delle fortificazioni campali era di tipo flessibile, impedire il più possibile la possibilità di muoversi del nemico e dei suoi mezzi attraverso le barriere come i fossati anticarro, i denti di drago o i ricci cechi. Le barriere anticarro erano protette da un sistema di ostacoli e filo spinato, contro i genieri nemici. Per cui, i sovietici furono costretti ad attaccare le trincee come durante la prima guerra mondiale, al costo di numerose perdite, senza armature o fuoco di supporto durante gli assalti.
Fu definita "difesa flessibile" perché i difensori non erano "bloccati" nei bunker, visto che i plotoni dei difensori potevano essere raggruppati tra le fortificazioni campali e spostarsi tra di esse (postazioni di tiro, trincee e casematte). Avrebbero avuto anche la possibilità di effettuare un contrattacco. Tutti i soldati finlandesi avevano diverse postazioni di tiro per tenerli sotto fuoco molto più difficilmente. La funzione primaria dei bunker di calcestruzzo era solitamente come rifugio, pochi erano dotati anche delle feritoie. Le casematte di calcestruzzo erano a fuoco laterale per difendere gli ostacoli anticarro.
Anche i bunker della linea Sigfrido e Maginot avevano numerosi punti deboli, tra cui le prese d'aria distruttibili e le feritoie troppo grandi, tuttavia erano anche vulnerabili a piccole squadre di zappatori (alcuni soldati tedeschi a Sedan distrussero diversi bunker tramite l'uso di bombe prefabbricate e granate fumogene), oltre ad essere facilmente accecati da piccole cortine fumogene concentrate. A differenza delle linee con bunker grandi, le linee difensive flessibili erano quasi immuni a piccole squadre di zappatori o cortine fumogene di piccole dimensioni, inoltre non avevano oggetti facilmente bersagliabili.

## Guerra d'inverno

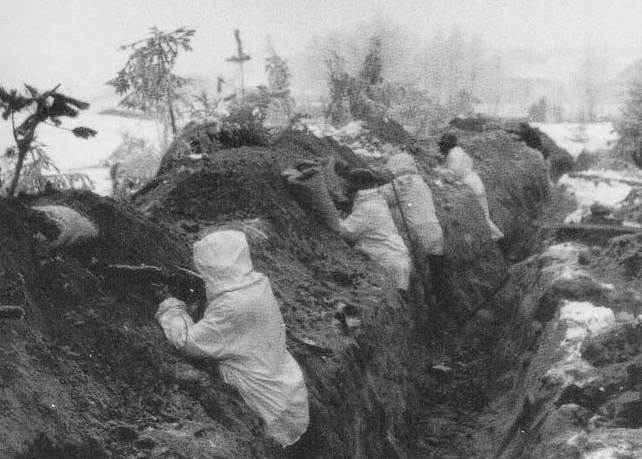
Soldati della fanteria finlandese in una trincea della linea Mannerheim tra il 1939 e il 1940.

Durante la guerra d'inverno la linea fermò l'avanzata sovietica per due mesi. Il forte Saarenpää fu attaccato da due navi della marina sovietica, la Marat e la Oktyabrskaya Revolutsiya diverse volte nel dicembre 1939 e nel gennaio 1940, tutti gli attacchi furono respinti dai finlandesi, che provocarono più che altro il danneggiamento di una delle due navi che furono costrette a rientrare nel porto.
Durante la guerra, sia la propaganda finlandese che quella sovietica esagerarono considerevolmente sulla portata delle fortificazioni della linea: in primo luogo per migliorare il morale nazionale, inoltre i finlandesi affermavano che la loro linea era più forte della Linea Maginot, visti i lenti progressi dell'Armata Rossa contro le loro difese. In seguito, il mito della linea Mannerheim "pesantemente fortificata" entrò nella storia ufficiale della guerra sovietica e in alcune fonti occidentali. Tuttavia, la stragrande maggioranza delle fortificazioni sulla linea Mannerheim consistevano in trincee e difese campali. I bunker lungo la linea erano per lo più piccoli e sparpagliati; l'artiglieria era quasi assente.

### Conseguenze
Dopo la guerra d'inverno, i sovietici distrussero le rimanenti installazioni della linea difensiva. Nella guerra di continuazione la linea venne nuovamente riutilizzata da entrambi gli schieramenti, nonostante non fosse stata rinforzata o ristrutturata. Sia durante la riconquista finlandese dell'istmo careliano nel 1941 che con l'offensiva Vyborg-Petrozavodsk nel 1944.

## Il mito
Il primo mese della campagna finlandese fu particolarmente umiliante per l'Armata Rossa. Tanto che dalla terza settimana di guerra, la propaganda sovietica stava lavorando duramente per spiegare il fallimento dell'Armata Rossa alla popolazione, affermò che la linea Mannerheim era persino più fortificata della linea Maginot. Si diffuse quindi la convinzione di questa linea pesantemente fortificata, quando in realtà non lo era affatto.

## Stato attuale

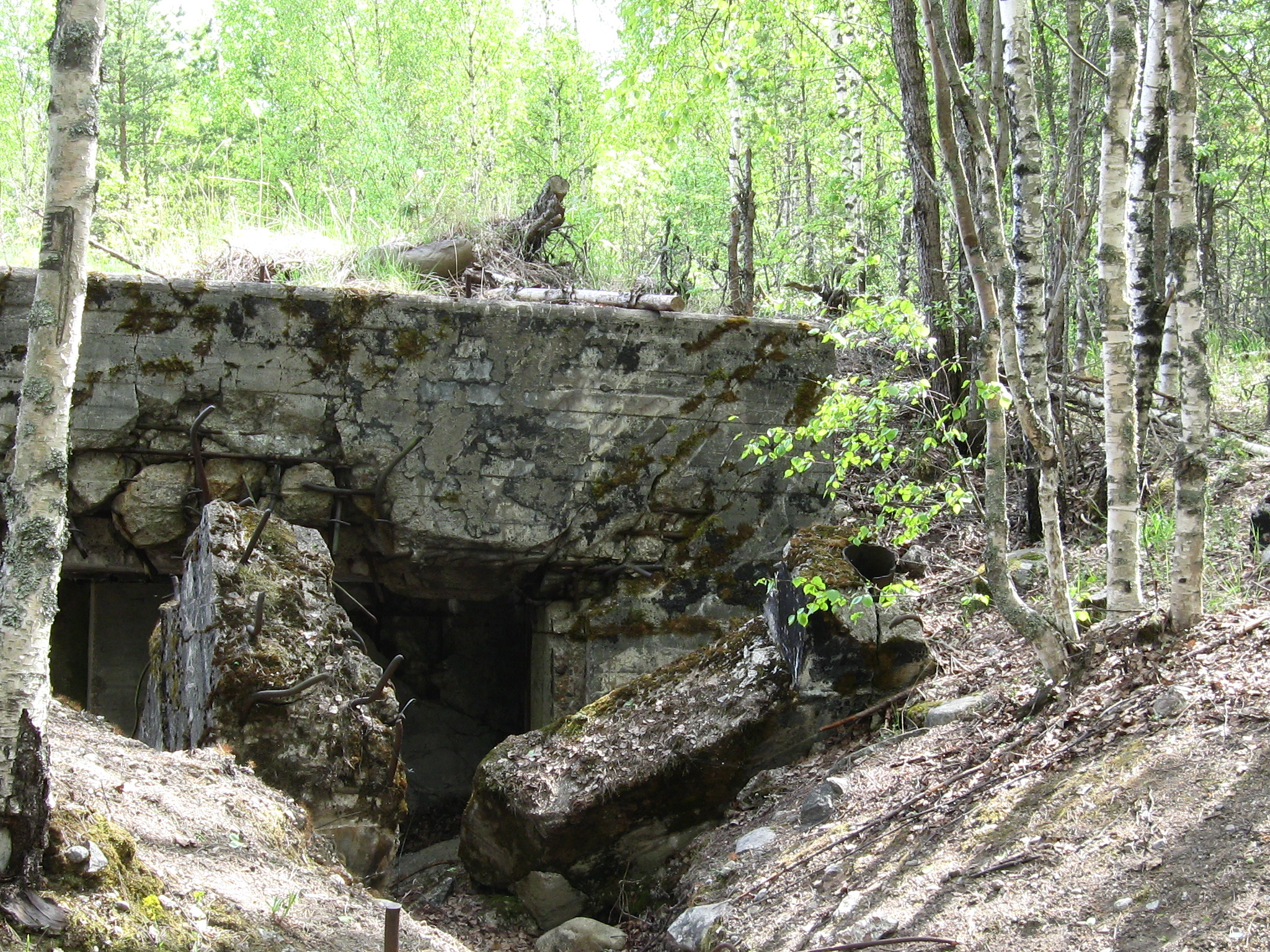
Un bunker su un altura della linea nel 2009.
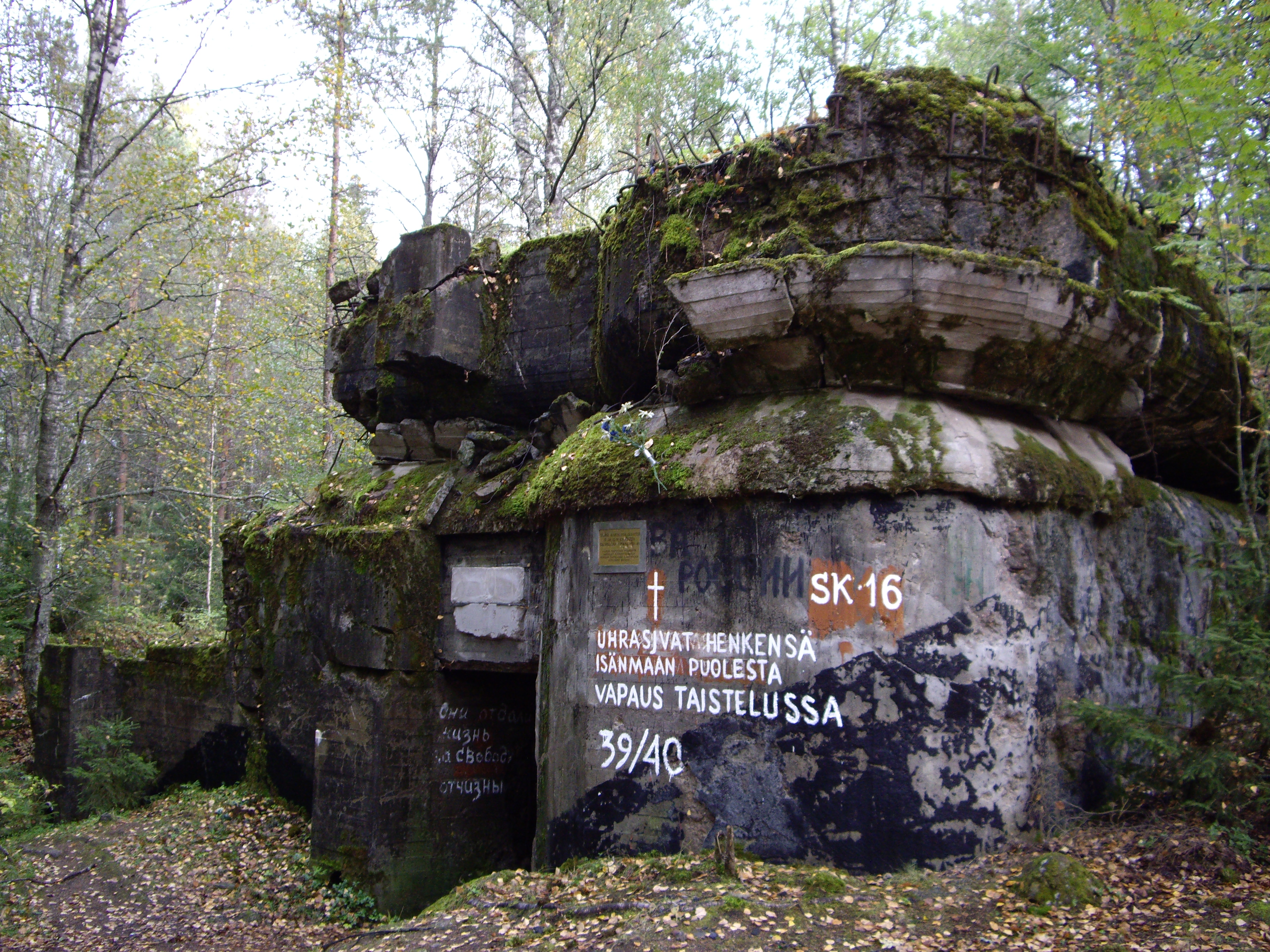
Il bunker SK16 della linea nel 2009.
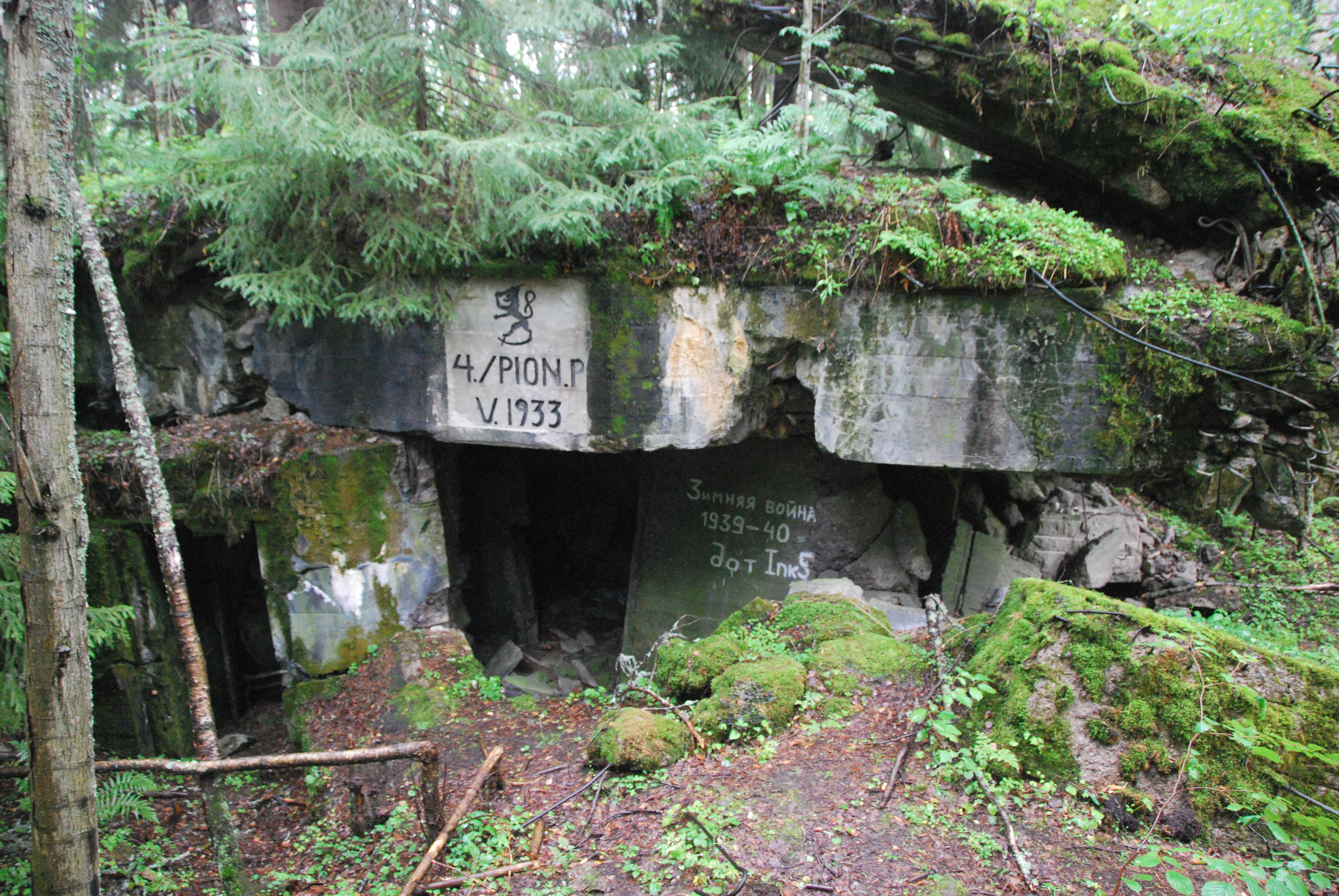
Il bunker Ink5 della linea nel 2011.